# تئودور السنهانس

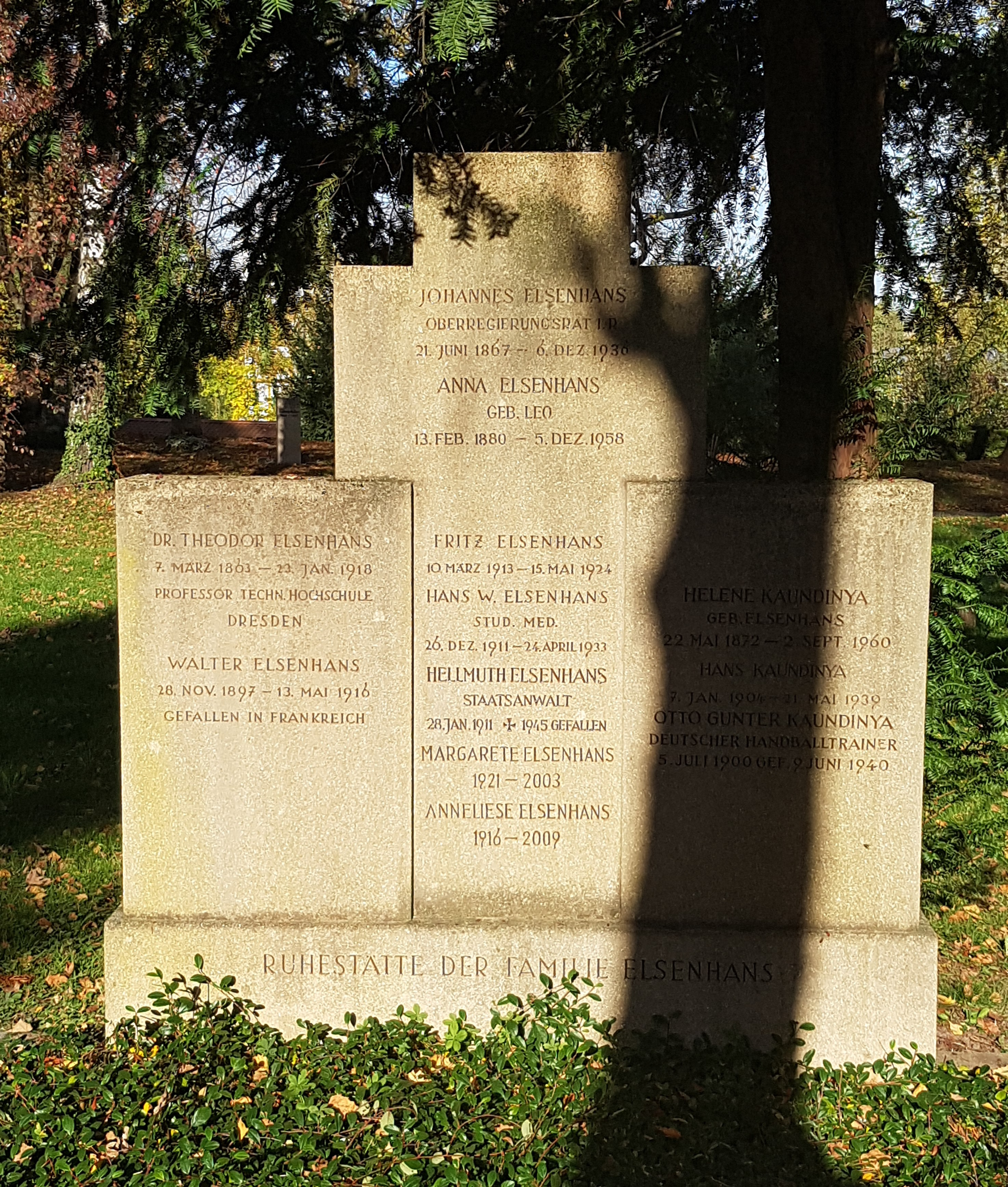
نمایی از سنگ‌مزار تئودور السنهانس در اشتوتگارت - ۲۰۱۷

تئودور السنهانس (به آلمانی Theodor Elsenhans) (۱۸۶۲–۱۹۱۸) روان‌شناس و فیلسوف نئوکانتی آلمانی بود.

## زندگی
السنهانس تحصیل در رشته الهیات را در دانشگاه توبینگن آغاز کرد، اما به فلسفه علاقه‌مند شد. او دکترای خود را در سال ۱۸۸۵دریافت کرد. او در سال ۱۹۰۲ با یک تک‌نگاری در مورد کانت و فیلسوف پساکانتی یاکوب فردریش فرایز در دانشگاه هایدلبرگ به درجه استادی نائل آمد. در سال ۱۹۰۸کرسی استادی را در دانشگاه درسدن دریافت کرد و در آنجا به کار بر روی معرفت‌شناسی ادامه داد.

## آثار
- روان‌شناسی و منطق به عنوان مقدمه ای بر فلسفه: برای کلاس‌های دبیرستان و برای خودآموزی، ۱۸۹۰
- ماهیت و منشأ وجدان: روان‌شناسی اخلاق، ۱۸۹۴
- مسئله کانت-فریز، ۱۹۰۲.
- کتاب راهنمای روان‌شناسی، ۱۹۱۲